# سیارک ۶۵۵۸
سیارک ۶۵۵۸ (به انگلیسی: 6558 Norizuki، نامگذاری:1991GZ) شش هزار و پانصد و پنجاه و هشتمین سیارک کشف شده‌است که در ۱۴ آوریل ۱۹۹۱ کشف شد.
قدر مطلق سیارک برابر ۱۴٫۴۰ است.